# Келетова манатарка
Келетовата манатарка (Boletus queletii) е вид ядлива базидиева гъба от род Манатарки (Boletus).

## Описание
Гъбата е широка до 12 cm в диаметър и променлива на цвят: жълто-оранжева, оранжева, оранжево-червена, розова, яркочервена до керемиденочервена. Пънчето ѝ е бухалковидно, понякога цилиндрично, бледожълто, с виненочервени петна в основата. Месото ѝ е жълтеникаво или белезникаво, посиняващо при излагане на въздух. Условно ядлива гъба, която поради посиняването си се събира сравнително рядко за храна. Приготвя се след предварително изваряване и изхвърляне на водата.

## Разпространение и местообитание
Среща се на припек из широколистни гори през май – октомври. Развива се в микориза най-често с дъб. Сравнително рядка е в Европа, но е намирана и в Тайван.